# 二甲茚定
二甲茚定（商品名Fenistil）分子式C20H24N2，是一种抗組織胺藥和抗膽鹼劑，是第一代H1受体拮抗剂。